# 울산우체국
울산우체국(蔚山郵遞局)은 대한민국 울산광역시 중구 학성동에 있는 우체국이다.

## 연혁
- 1898년 6월 1일: 울산임시우체사 설치
- 1905년 5월21일: 울산임시우체소
- 1910년 10월 1일: 울산우편국 개정
- 1950년 1월 12일: 울산우체국 개칭
- 1969년 5월 8일: 과제국으로 승격
- 1977년 1월 17일: 신정동 청사 개축이전
- 1984년 6월 15일: 동울산우체국(5급국) 신설분리
- 1993년 11월 1일: 남울산우체국(4급국) 신설분리
- 2001년 10월 1일: 언양우체국을 울산언양우체국으로, 두서우체국을 울산두서우체국으로, 삼남우체국을 울산삼남우체국으로, 범서우체국에서 울산범서우체국으로, 두동우체국에서 울산두동우체국으로, 울산삼성전관우편취급소에서 울산삼성SDI우편취급소로 명칭 변경[2]
- 2003년 10월 6일: 학성동 신청사 이전
- 2006년 10월 2일: 우체국 이전으로 인해 울산복산동우체국을 울산태화동우체국으로 명칭 변경[3]
- 2012년 5월 1일: 울산상북우체국 별정우체국 지정 취소 및 폐국 및 울산상북우체국(7급) 신설 개국[4], 현대자동차우체국을 울산현대자동차우체국으로 명칭 변경[5]
- 2014년 1월 1일: 우편구역을 다음과 같이 고시[6]

| 배달국           | 배달구역                                                                            | 구역번호                                                                                                   |
| ---------------- | ----------------------------------------------------------------------------------- | --- |
| 울산우체국       | 중구 전지역 북구 전지역 (단, 강동동우체국 관할 제외) 울주군 범서읍                  | 44400 ~ 44439 44450 ~ 44534 44200 ~ 44231 44236 ~ 44263 44917, 44918 일부 44919 ~ 44934 (단, 44926은 일부) |
| 울산언양우체국   | 울주군 언양읍 · 두동면 · 두서면 · 삼남면 · 삼동면 · 상북면                          | 44900 ~ 44916 44918, 44926 일부 44935 ~ 44959                                                              |
| 울산강동동우체국 | 북구 구유동 · 당사동 · 대안동 · 무룡동 · 산하동 · 신명동 · 신현동 · 어물동 · 정자동 | 44232 ~ 44235                                                                                              |

- 2014년 9월 30일: 울산현대자동차우체국 폐국[7]
- 2014년 10월 31일: 울산염포동우편취급국 위탁계약 해지[8]
- 2014년 11월 3일: 울산염포동우편취급국 개국[8]
- 2016년 11월 1일: 울산농소2동우편취급국 개국[9]
- 2020년 12월 1일 : 울산두서우체국 폐국[10] 및 울산두서우편취급국으로 전환[11]
- 2020년 12월 7일 : 울산두서우편취급국 점심시간 휴무 실시[12]
- 2021년 1월 31일 : 울산학산동우편취급국 폐국[13]

## 관할 우체국
| 우체국명                | 사진 | 주소                                                | 비고                                                               |
| ----------------------- | ---- | --------------------------------------------------- | ------------------------------------------------------------------ |
| 울산언양우체국 집배센터 |      | 울산광역시 울주군 삼남면 울산역1길 76(교동리1689-2) |                                                                    |
| 울산강동동우체국        |      | 울산광역시 북구 정자7길 37-2 (정자동 67)            |                                                                    |
| 울산구영우편취급국      |      | 울산광역시 울주군 범서읍 구영로 158(구영리 386-3)   |                                                                    |
| 울산농소1동우체국       |      | 울산광역시 북구 호계로 196 (호계동 862-3)           |                                                                    |
| 울산농소2동우편취급국   |      | 울산광역시 북구 신기3길 19-11, 101호 (매곡동 567)   | 2016년 11월 1일 신설                                               |
| 울산농소3동우편취급국   |      | 울산광역시 북구 고래로 2 상가104호(천곡동 408)      |                                                                    |
| 울산다운우편취급국      |      | 울산광역시 중구 다운로 7 (다운동 551-10)            |                                                                    |
| 울산두동우체국          |      | 울산광역시 울주군 두동면 대밀길 22-2 (구미리 616-3) | 별정우체국 2001년 10월 1일 두동우체국에서 명칭 변경                |
| 울산두서우체국          |      | 울산광역시 울주군 두서면 노서길 10 (인보리 483-11)  | 2001년 10월 1일 두서우체국에서 명칭 변경 2020년 12월 1일 폐국      |
| 울산두서우편취급국      |      | 울산광역시 울주군 두서면 노서길 10 (인보리)         | 2020년 12월 1일 신설 점심시간 휴무 실시                            |
| 울산반구동우체국        |      | 울산광역시 중구 화합로 414 (반구2동 57-3)           |                                                                    |
| 울산범서우체국          |      | 울산광역시 울주군 범서읍 송현길 64 (천상리 443-4)   | 별정우체국 2001년 10월 1일 범서우체국에서 명칭 변경                |
| 울산병영우체국          |      | 울산광역시 중구 병영로 4 (남외동 247-9)             |                                                                    |
| 울산복산세운우편취급국  |      | 울산광역시 중구 도화골길 5 (복산동 190-7)           |                                                                    |
| 울산북정동우체국        |      | 울산광역시 중구 동헌길 165 (북정동 351)             |                                                                    |
| 울산삼남우체국          |      | 울산광역시 울주군 삼남읍 중남로 45 (가천리 19-4)    | 별정우체국 2001년 10월 1일 삼남우체국에서 명칭 변경                |
| 울산삼성SDI우편취급국   |      | 울산광역시 울주군 삼남읍 반구대로 163 (가천리 818)  | 2001년 10월 1일 울산삼성전관우체국에서 명칭 변경                   |
| 울산상북우체국          |      | 울산광역시 울주군 상북면 상북로 288 (산전리 406-6)  | 2012년 5월 1일 별정우체국 폐국 2012년 5월 1일 신설                 |
| 울산성안동우체국        |      | 울산광역시 중구 백양로 100 (성안동 513-6)           |                                                                    |
| 울산언양우체국          |      | 울산광역시 울주군 언양읍 동문길 49 (동부리 253-5)   | 2001년 10월 1일 언양우체국에서 명칭 변경                           |
| 울산연암동우체국        |      | 울산광역시 북구 화봉로 84 (연암동 361-2)            |                                                                    |
| 울산연암벽산우편취급국  |      | 울산광역시 북구 두부곡2길 4-7 (연암동 376-4)        |                                                                    |
| 울산염포동우편취급국    |      | 울산광역시 북구 염포로 479(염포동 497-13)           |                                                                    |
| 울산우정동우체국        |      | 울산광역시 중구 명륜로 66 (우정동 279-40)           |                                                                    |
| 울산태화동우체국        |      | 울산광역시 중구 태화로 213 (태화동 426-17)          | 2006년 10월 2일 울산복산동우체국에서 명칭 변경                     |
| 울산학산동우편취급국    |      | 울산광역시 중구 번영로 345 (학산동 160-7)           | 2021년 1월 31일 폐국                                               |
| 울산현대자동차우체국    |      | 울산광역시 북구 염포로 700(양정동)                  | 2012년 5월 1일 현대자동차우체국에서 명칭 변경 2014년 9월 30일 폐국 |
| 울산화진우편취급국      |      | 울산광역시 중구 태화로 139 (태화동784-3)            |                                                                    |

## 조직
- 경영지도실
- 소포영업과
- 지원과
- 영업과
  - 고객지원실
- 우편물류과
  - 물류실